# Birthdeath Experience
Birthdeath Experience è l'album in studio di debutto del gruppo musicale power electronics dei Whitehouse, originariamente pubblicato nel 1980 dalla Come Organisation.
È stato ristampato su CD nel maggio 1993 dalla Susan Lawly e poi nel 2007 in vinile tramite Very Friendly.
L'edizione originale era limitata a 1.250 copie in formato vinile: 850 con etichetta rosa/bianche, 400 con testo in spagnolo sulle etichette.

## Tracce
Lato A
Testi e musiche di William Bennett.
1. On Top – 6:06
2. Mindphaser – 6:06
3. Rock and Roll – 6:06

Lato B
1. The Second Coming – 6:06
2. Coitus – 5:09
3. Birthdeath Experience – 3:29

## Crediti
- William Bennett – voce, sintetizzatore
- Paul Reuter – sintetizzatore
- Peter McKay – engineering
- Gordon Hope – mastering (1980 version)
- George Peckham – mastering (1993 reissue)